# Monasterio de Santa Cristina (Ribas de Sil)
El monasterio benedictino de Santa Cristina de Ribas de Sil es un conjunto monacal católico, ya en desuso, situado en el municipio orensano de Parada del Sil, en Galicia, España. Está enclavado en un paraje a la orilla del río Sil, en el castañar de Merilán, por debajo del monte Varona, en la parroquia de Cagide. Su templo, uno de los mejores ejemplos del románico rural gallego, se realizó entre los siglos XII y XIII.

## Historia

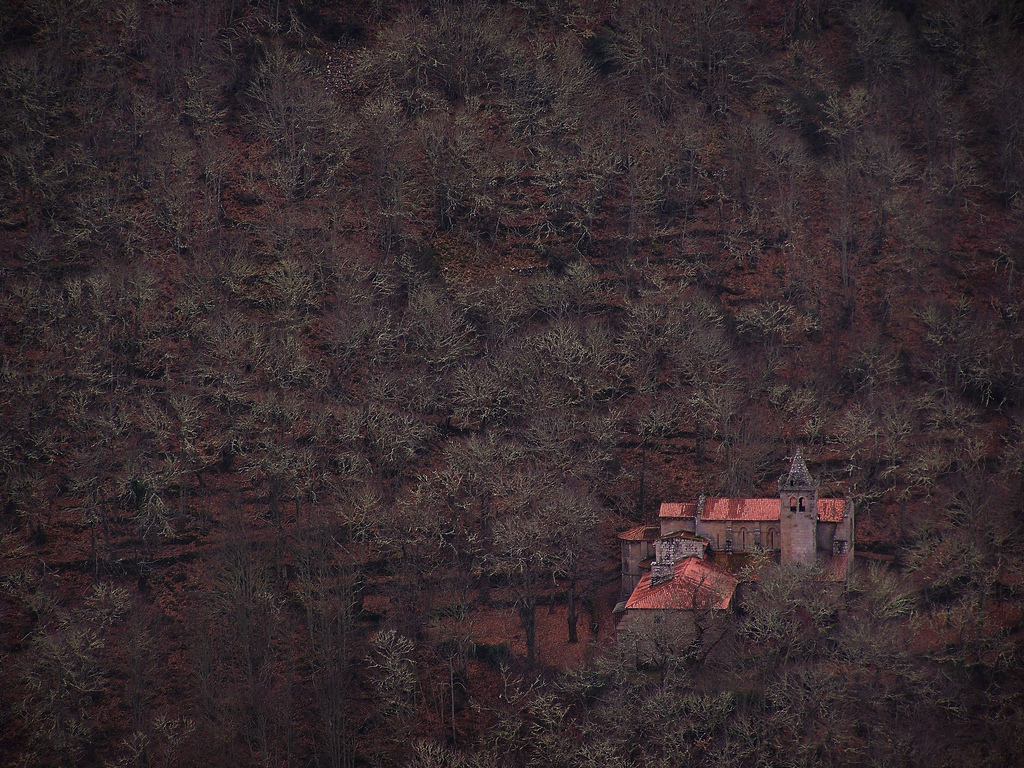
Vista lejana del monasterio, en el monte Varona

De origen impreciso, los primeros testimonios escritos se remontan a finales del siglo X. Como en otros centros monásticos fundados al abrigo de las encajadas riberas del curso final del río Sil, salpicadas de restos de antiguos asentamientos religiosos de carácter ascético, posiblemente fue considerado inicialmente como un centro eremítico, transformándose posteriormente en un cenobio. Aunque en él no perviva ningún vestigio arquitectónico o epigráfico del edificio original, quedan testimonios ciertos de la presencia del monasterio en época prerrománica. Fue uno de los más importantes de la Ribeira Sacra en la Edad Media, como atestiguan los restos de vías de comunicación que convergen en dicho lugar.
El coto jurisdiccional del monasterio de Santa Cristina llegaba hasta el coto de Cabeza de Meda, con dominio sobre un amplio tramo del río Sil. Las características propias del espacio geográfico del dominio condicionaron las bases económicas y los fundamentos de la vida material del monasterio; la altitud y lo escarpado de muchos de sus terrenos, poco aptos para un óptimo desarrollo de la agricultura, serían compensados con la explotación de espacios incultos dedicados a productos distintos, como la vid o los castaños (que aún hoy configuran el incomparable paisaje del entorno monástico) así como con el aprovechamiento de los ricos recursos fluviales. La mención en la documentación medieval de la existencia de numerosas granjas y centros de recolección de las cosechas, donde se recibían todas las rentas y diezmos, evidencian la bonanza económica del monasterio, que se inicia en el siglo XII. A mediados del mismo siglo pasa a manos de la orden benedictina, con las cartas de aforamiento de cesión de tierras y propiedades al campesinado a cambio del pago de rentas, al tiempo que el monasterio recibe la concesión de importantes privilegios reales y la protección papal. 

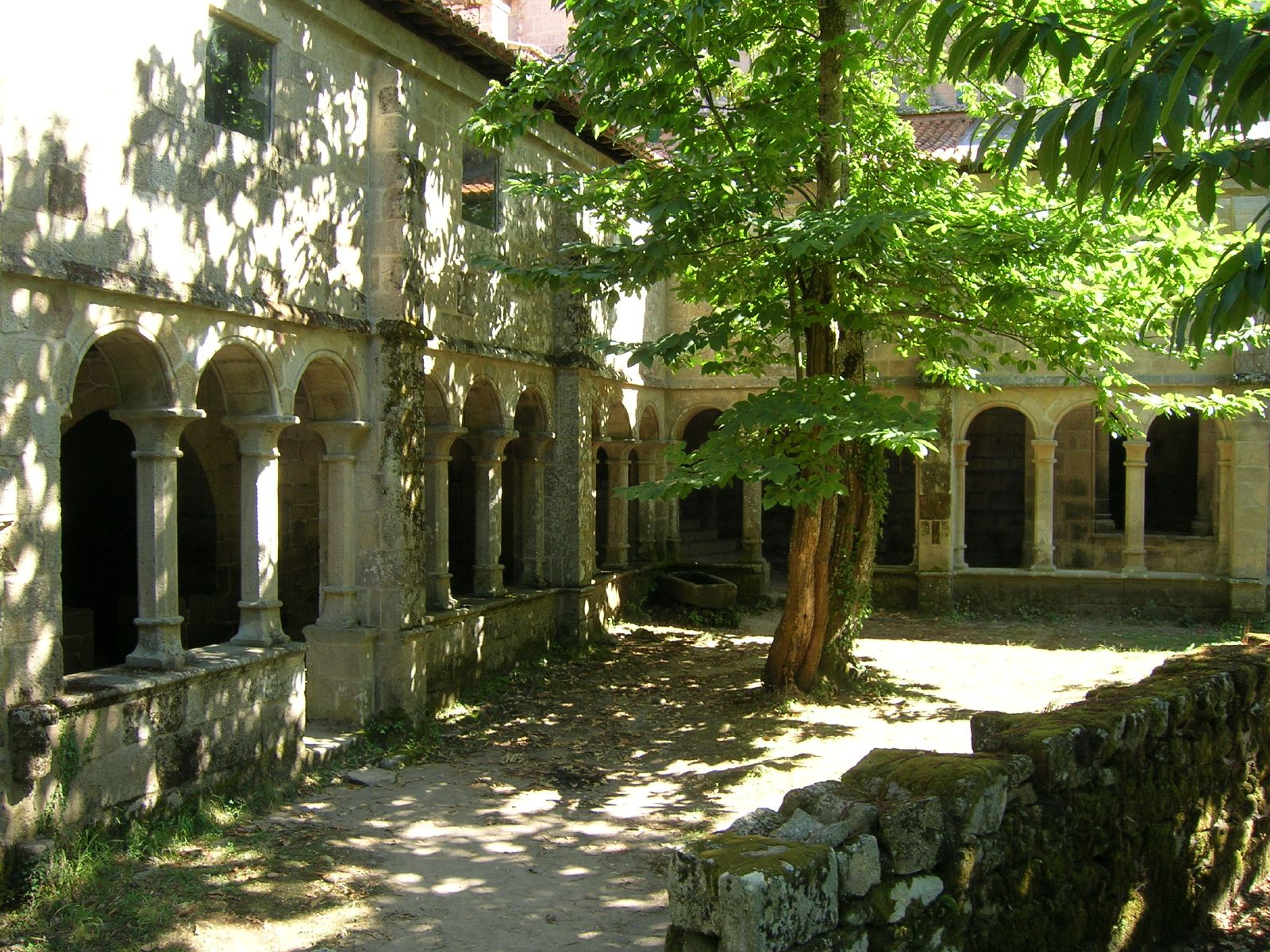
Claustro románico

Con el transcurso de la historia, y después de siglos de decadencia, en 1508 el monasterio de Santa Cristina pasa a depender, en calidad de priorato, del monasterio de San Esteban de Ribas del Sil (en gallego, Santo Estevo de Ribas de Sil), tras la reforma monástica del siglo XV. Esta circunstancia es determinante de su declive, aunque en el siglo XVI se reconstruye el claustro y se realizan pinturas en el ábside de la iglesia. El declive culmina en el siglo XIX con la desamortización de Mendizabal, en 1835, y su paso a manos de particulares que lo destinan a granja de labor. 
En la actualidad, quedan en pie la iglesia románica, la torre y una parte del claustro y edificios conventuales, mínimamente restaurados y abiertos al público.

## Descripción

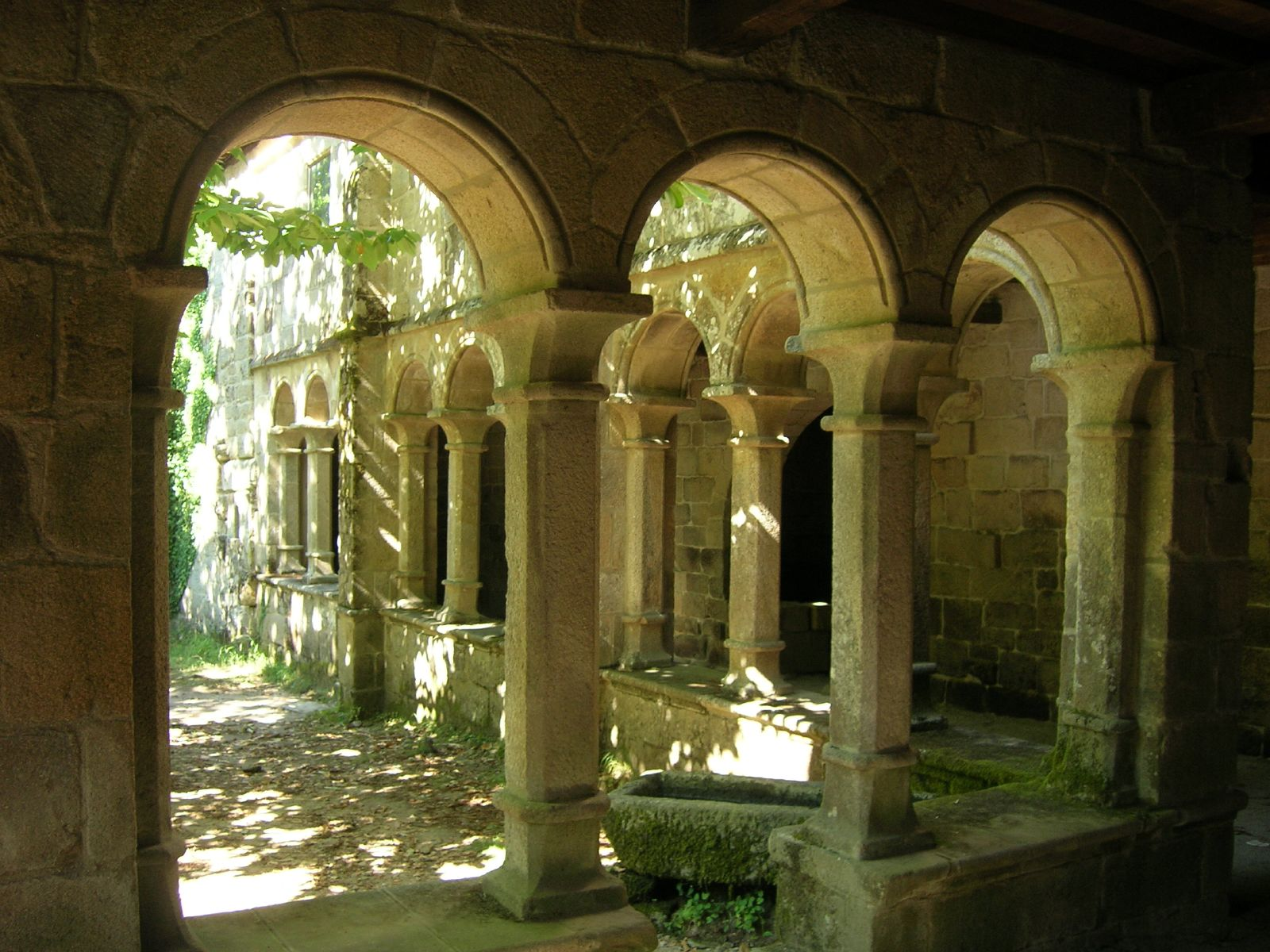
Otra vista del claustro

La fábrica monástica de Santa Cristina de Ribas de Sil está formada por el templo románico y una serie de dependencias distribuidas en dos corredores cubiertos, en torno al patio claustral.

### La iglesia
La iglesia del monasterio, representativa de la evolución de las tendencias y cambios estilísticos que se dan cita en los últimos años del siglo XII y principios del siglo XIII, constituye un magnífico exponente del esplendor arquitectónico del románico gallego y de la importancia de la labor escultórica de los maestros medievales que trabajaron en su fábrica. 

#### Nave

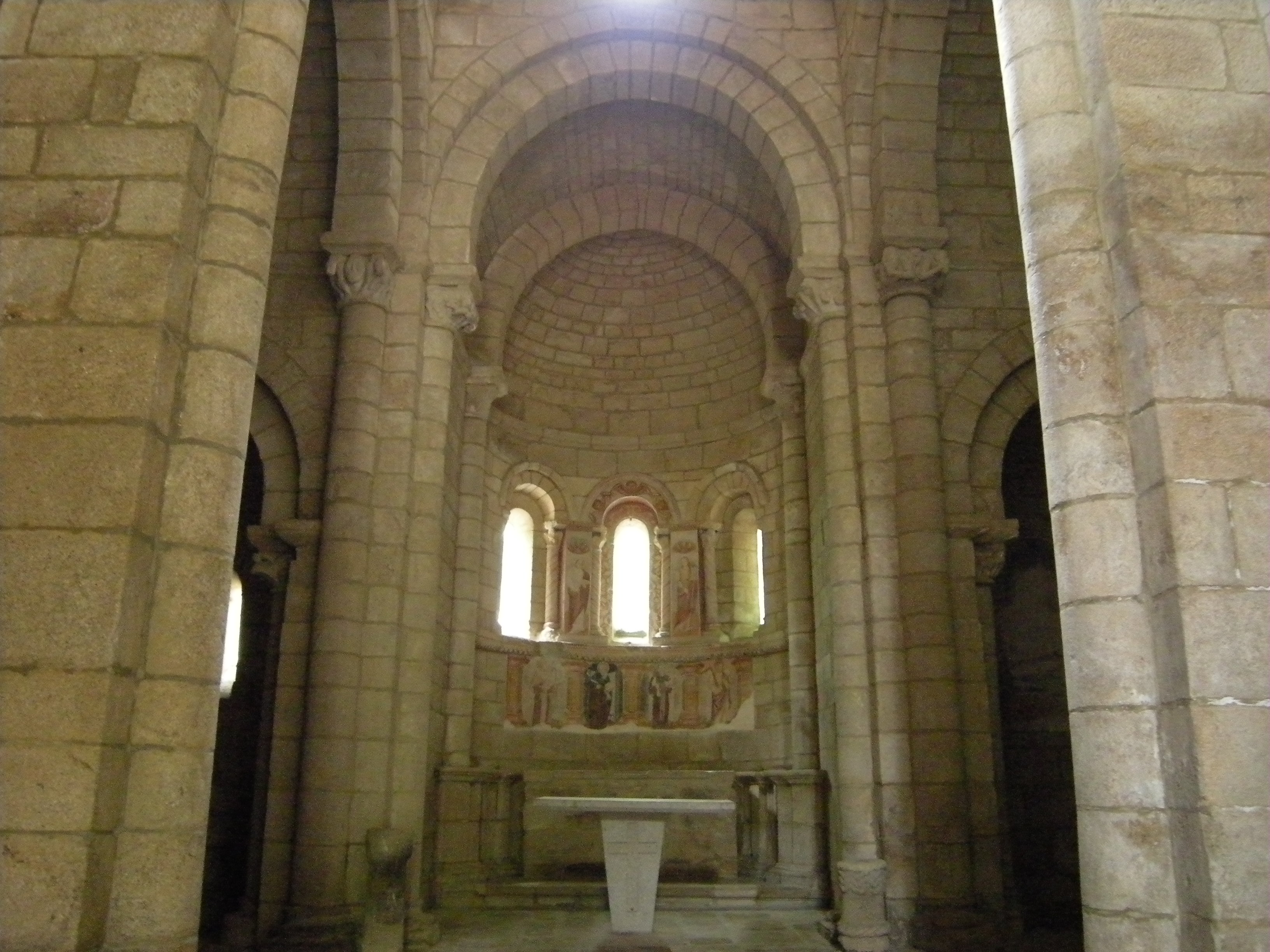
Nave de la iglesia

La iglesia, orientada hacia el este, presenta una nave única de cinco tramos realizados en arco de medio punto y cubierta con una estructura de madera. En el cruce con la nave transversal se forma un crucero destacado y tres ábsides semicirculares en el testero. El primitivo cuerpo románico de la nave (probablemente destruido) fue substituido por una nave más estrecha en el primer tercio del siglo XIII, lo que justifica el cambio de estilo hacia el gótico.

#### Ábsides

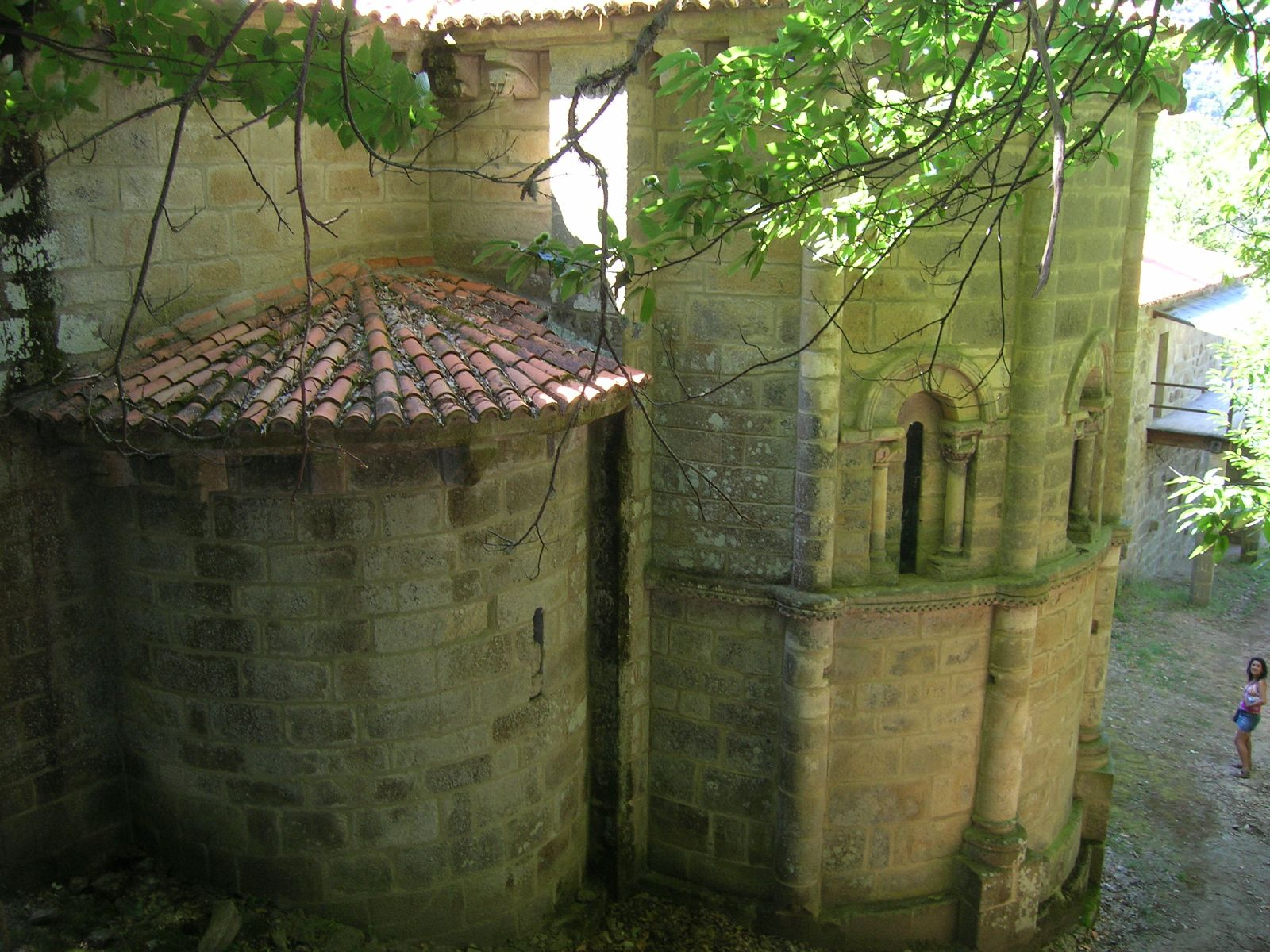
Cabecera románica de la iglesia

El ábside principal es prolongación de la nave principal y a ambos lados tiene sendos ábsides que cubren cada extremo de la nave transversal. Los ábsides están cubiertos con bóvedas en esfera mientras que la nave transversal lo hace con una bóveda de cañón. El crucero se cubre con una bóveda de medio cañón que descansa sobre cuatro arcos con columnas con capiteles muy decorados. Hay restos pictóricos del siglo XVI en los muros de los ábsides. En una de las capillas laterales hay un altar románico. En el ábside central se abren tes ventanas que quedan, al exterior, entre cuatro columnas adosadas al muro. Los canecillos que conforman el alero están ornamentados con motivos figurativos.

#### Fachadas
La fachada principal está dividida en dos cuerpos. En el primero de ellos se sitúa el acceso al templo, que se realiza mediante una portada conformada por tres arquivoltas de medio punto que descansan en sendos pares de columnas con capiteles decorados por cabezas humanas y motivos vegetales. El conjunto de arquivoltas está enmarcado con una moldura ajedrezada. Sobre la puerta el tímpano es liso. En el cuerpo superior destaca el rosetón calado con pequeños arcos lobulados.
En las fachadas laterales destacan los contrafuertes entre los cuales se abren las ventanas asaetadas, estando las centrales enmarcadas en arcos de medio punto sobre columnas con capiteles con motivos vegetales.

#### Decoración
Por lo que respecta a la imaginería conservada, destacan tanto una talla manierista del apóstol San Pedro, de finales del siglo XVI, como los retablos barrocos que evidencian la prosperidad del templo en el siglo XVIII. La retirada de estos retablos en 1990, durante las obras de restauración de la iglesia, permitió la contemplación de las pinturas murales preexistentes, datadas a mediados del siglo XVI. 

### Torre

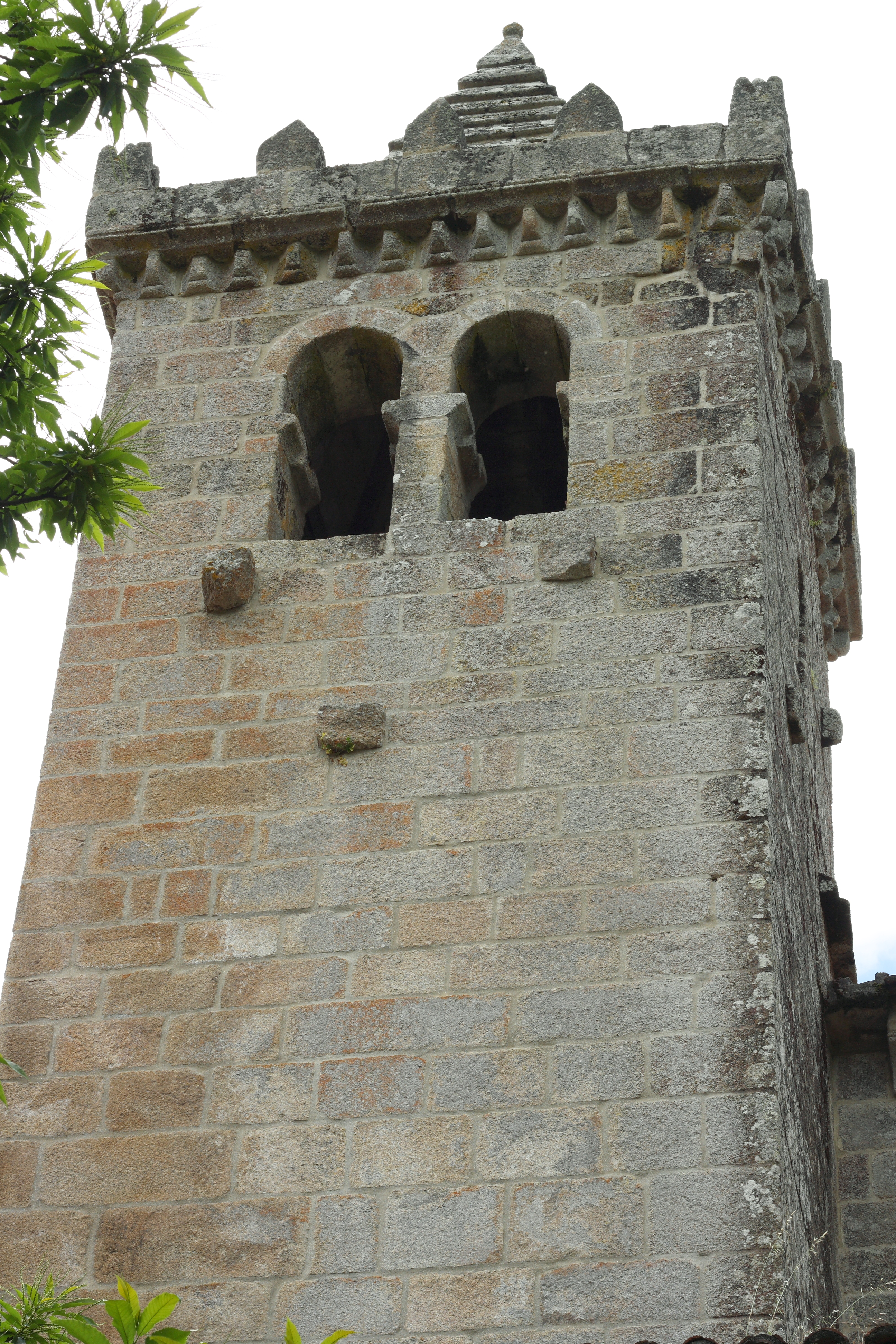
Torre campanario

La torre del campanario de la iglesia conforma un elemento arquitectónico de singular interés y resulta absolutamente excepcional en las construcciones del protogótico gallego por su situación integrada en la cubierta norte del claustro. Su uso, además del de campanario, era el de vigilancia e incluso de defensa. En su base se ubica un locutorio utilizado para la lectura a la comunidad mientras realizan diferentes prácticas religiosas. Los arcos son apuntalados y los capiteles están adornados por motivos vegetales, hojas de acanto y arpías. Se remata el conjunto con un almenado y una cubierta en pirámide.

### Dependencias monacales

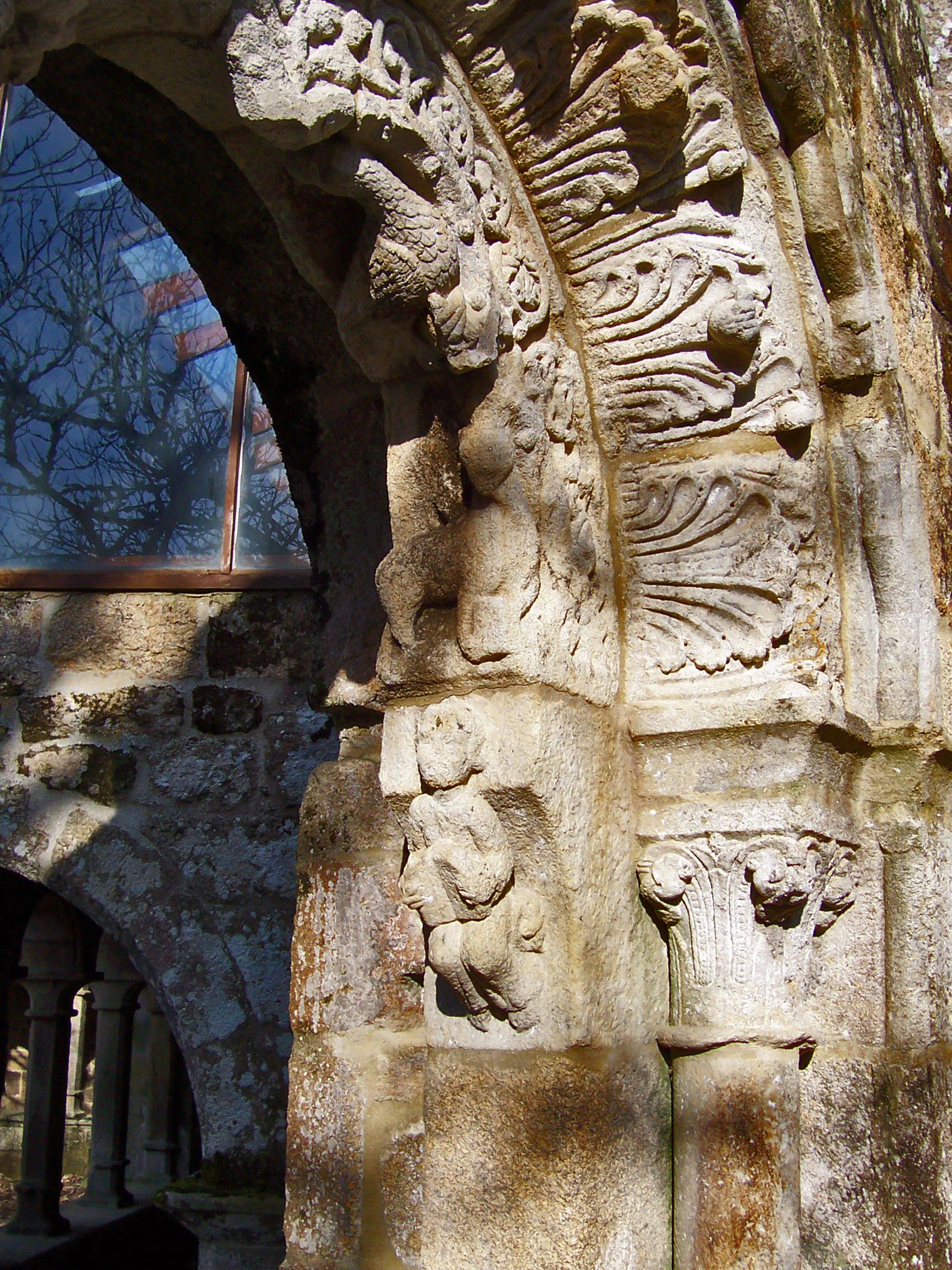
Portada de acceso al claustro

En cuanto a las dependencias monasteriales de Santa Cristina de Ribas de Sil, estas conforman con la iglesia la típica disposición benedictina en ángulo recto, perviviendo la primitiva portada románica que hoy sirve de entrada al claustro. La puerta está enmarcada por una única arquivolta decorada por grandes hojas de col y doble moldura geométrica. Hay figuras sedentes con un libro abierto y en el intradós los símbolos de los evangelistas.
Los espacios medievales del monasterio, constituidos por un claustro que comunicaba las distintas estancias comunes, desaparecieron en época moderna, como parte de la reforma del edificio emprendida en el siglo XVI, tras su incorporación a San Esteban, y fueron sustituidos por dos funcionales corredores cubiertos y dispuestos en ángulos sin cerrar. En la dependencia anexa a la iglesia, habilitada para sacristía, se conservan pinturas murales del siglo XVIII, con la representación del escudo de San Esteban, que se suman a las del interior de la iglesia, de notorio sabor popular.

### Acceso al Monasterio de Sta. Cristina
En Semana Santa y en los meses de verano de julio, agosto y septiembre es obligatorio el SERVICIO COMBINADO DE TRASLADO EN BUS LANZADERA + VISITA LIBRE AL MONASTERIO DE STA. CRISTINA
Este servicio de traslado + visita al monasterio nace para cuidar al máximo el entorno del mismo, para regular el tráfico intenso en la carretera que baja al monasterio y para dar una mayor calidad de servicio en la visita a los recursos turísticos de Parada de Sil.
Ribeira Sacra es un paisaje cultural de gran extensión, frágil, con recursos dispersos, y asentado sobre una topografía compleja.
Con la pretensión de minimizar los problemas de congestión y estacionamiento en determinados puntos y así mejorar la experiencia de nuestros visitantes, ponemos este servicio de Bus-Lanzadera a disposición y solicitamos que hagan uso del mismo. Tienen Parkings gratuitos en el centro de Parada de Sil, muy cerca del punto de salida del Bus-Lanzadera.
Gracias por su colaboración en la protección de este territorio y hacer más sostenible el turismo.
- Reservar la visita al Monasterio de Sta. Cristina de Marzo a Diciembre,( excepto en Semana Santa y verano) haga su reserva aquí: MONASTERIO DE STA. CRISTINA
- Reservar el Monasterio de Sta. Cristina en Semana Santa y Verano (Julio, agosto y septiembre) haga su reserva aquí: COMBINADO BUS-LANZADERA + MONASTERIO DE STA. CRISTINA